# Gypsy Heart Tour
The Gypsy Heart Tour —en español: Gira Corazón Gitano— fue la tercera gira de conciertos de la cantante estadounidense Miley Cyrus, para promover su tercer álbum de estudio, Can't Be Tamed (2010). Fue anunciada en marzo de 2011 e incluyó conciertos en América Latina, Australia y en menor medida Asia. Esta sería su primera gira por estos territorios. La gira se inició el 29 de abril de 2011 en Quito (Ecuador) y finalizó el 2 de julio de 2011 en Perth (Australia), contando un total de 21 conciertos. El tour recibió primordialmente críticas favorables, llegando a ser catalogado como una de las mejores giras del año por sus coreografías, por la calidad del espectáculo y por calidad vocal de Cyrus.
Esta gira fue el fin de su etapa con la Compañía Disney y su antigua discográfica, Hollywood Records. Cyrus después de realizar los conciertos correspondientes, decidió tomarse unos años, fueron casi dos, de descanso para la redirección su carrera tras su nuevo contrato con la discográfica RCA Records de Sony Music Entertainment en 2013. Cabe destacar que es la primera gira en la que no interpreta canciones de su alter-ego Hannah Montana. La gira al finalizar había logrado recaudar más de 26 millones de dólares y se consideró un gran éxito con tan solo 21 conciertos, situándose como una de las giras más exitosas del año, concretamente, en la posición 22 del Top 50 Worldwide Tours realizado por Pollstar.

## Antecedentes

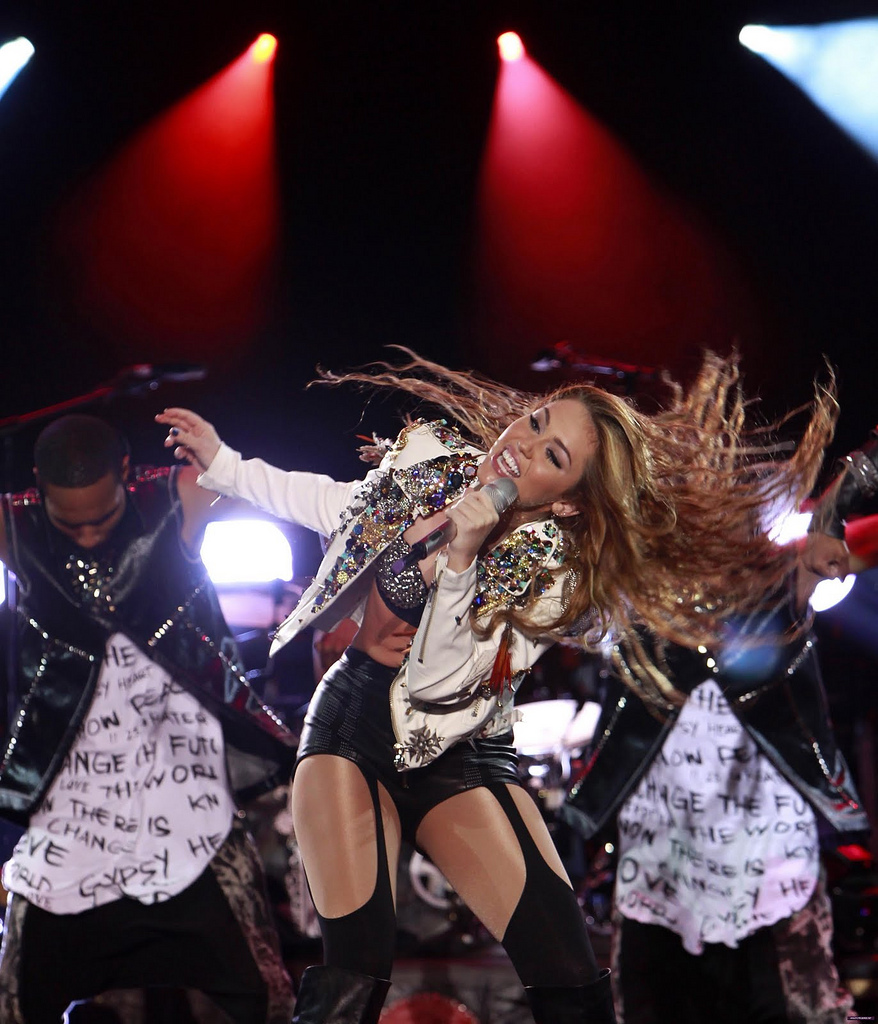
Cyrus interpretando «Liberty Walk».

La gira fue anunciada por varios medios de comunicación el 21 de marzo de 2011, después de la aparición de Cyrus en Saturday Night Live. Las fechas iniciales de los conciertos fueron anunciados en América del Sur. Las fechas en Australia, Filipinas, Costa Rica, Panamá y México poco después.
Durante una entrevista con OK!, Cyrus mencionó que no presentaría su gira a Estados Unidos, debido a no sentirse cómoda para llevarla a cabo en el país ya que muchos medios de comunicación se metían a la vida personal de Cyrus. Ella comentó: 
 «Creo que ahora Estados Unidos se ha convertido en un lugar donde no sé si quieren que viaje o no, ahora sólo quiero ir a los lugares en los que estoy recibiendo más amor, Australia y América del Sur son muy especiales para mí. Soy de las que le gusta ir a los lugares donde tengo más amor. No quiero ir a ningún sitio donde no me siento totalmente cómoda con él». 
Miley aseguró que la gira no sería igual que sus giras anteriores. Ella dijo que su anterior gira, Wonder World Tour, se centró más en el teatro y cambios de vestuario. La cantante quiso centrarse en la música y dejar que el público viera un lado diferente de ella que no es retratado en la televisión. Esta gira tendría su DVD al igual que todas las otras giras de Cyrus, pero fue cancelado tiempo después.

## Promoción

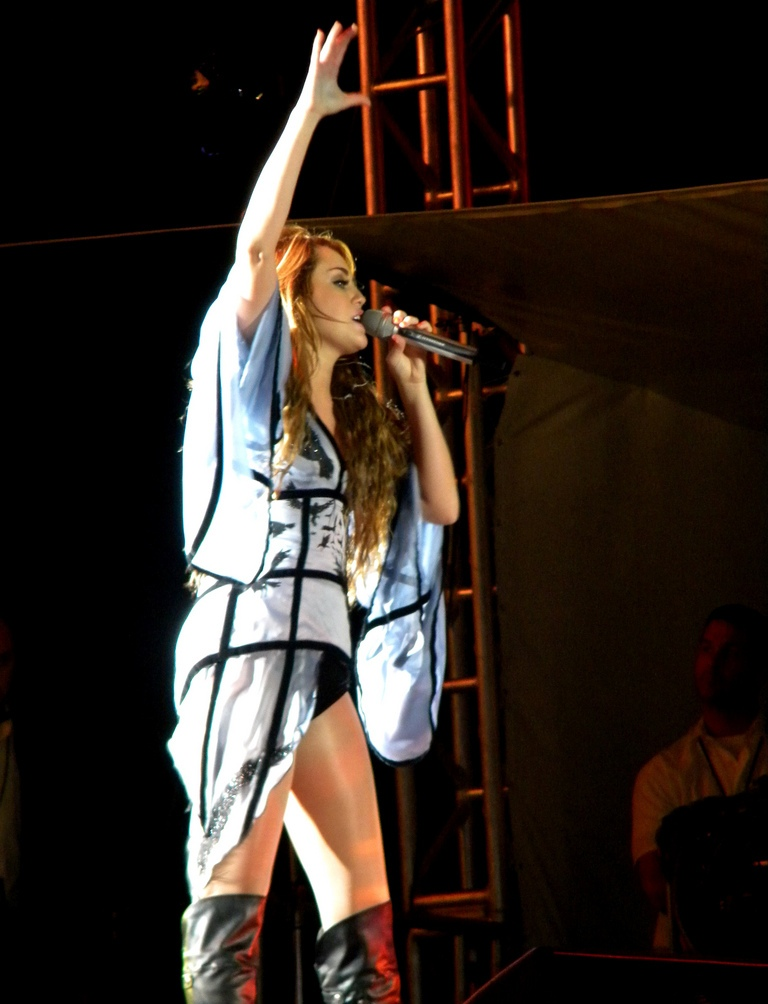
Cyrus en São Paulo, Brasil.

Se anunció su llegada mediante comerciales en televisión en Perú, en Chile, en Paraguay, en Venezuela y en México. En Argentina, Filipinas y Australia, Miley participó en programas de televisión. Miley participó durante su estadía en Argentina en el programa de MTV Güik en su episodio decimoprimero. En el episodio habló sobre su gira y sobre sus seguidores de Latinoamérica, además participó en algunos juegos para aprender español y para saber cuanto le molestaban o gustaban algunas cosas. Pero anteriormente ya había dado una exclusiva a este programa sobre su gira latinoamericana desde Los Ángeles, California. En general la gira no fue tan promocionada como las dos anteriores a esta, pero aun así tuvo mucho éxito en las ventas de entradas.

## Resultados comerciales

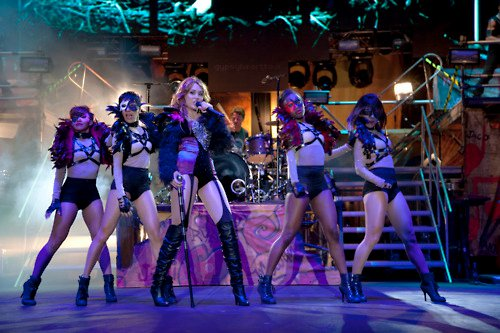
Cyrus interpretando «Can't Be Tamed».

Después del comienzo de las ventas para el concierto de Miley Cyrus en el River Plate Stadium de Argentina, fueron un éxito. El primer día los encargados anunciaron que las ventas habían sido de más de 30.000 entradas, lo cual fue un récord en ventas ya que el estadio tiene una capacidad para 65.000 personas. Rápidamente se lograron vender todas las entradas y para el 6 de mayo de 2011 todo el estadio estaba lleno y aun 1000 seguidores quedaron fuera, convirtiendo a la cantante estadounidense Miley Cyrus en la segunda mujer en llenar el River Plate Stadium después de Madonna al reunir a 65.000 asistentes. Después del concierto, la prensa y los críticos internacionales aplaudieron el gran éxito de Miley Cyrus ya que aún tenía 18 años y en comparación con otras artistas contemporáneas como Selena Gomez o Demi Lovato, éstas no han tenido la misma recepción para llenar sus conciertos de sus respectivas giras.
Miley Cyrus después se dirigió a Australia donde batió otro récord al vender 70.000 entradas en tan solo un día para su concierto en Brisbane. La empresa encargada de traer a dicha cantante fue International Business Times la cual denominó al concierto como: «la reacción al megaconcierto del año». La promotora de conciertos Paul Dainty también alabó el éxito la llegada de Miley Cyrus a Oceanía diciendo que: «Miley ha sido un éxito en la taquilla de Australia». Cabe destacar que el estadio tiene una capacidad para 100.000 personas. La gira al finalizar había logrado recaudar más de 26 millones de dólares y se consideró un gran éxito con tan solo 21 conciertos de los cuales casi todos agotaron sus entradas, situándose como una de las giras más exitosas del año, concretamente, en la posición 22 del Top 50 Worldwide Tours realizado por Pollstar.

## Actos de apertura
Primera etapa – América Latina
- Diva – (Paraguay)
- Brandao – (Ecuador)
- Nicole Pillman – (Perú)[12]
- Augusto Schuster – (Chile)
- Lasso – (Venezuela)[13]
- Riva – (Colombia)[14]
- Ale Fdz – (Costa Rica)
- Agustín Almeyda y Valeria Gastaldi – (Argentina)
- Banda Lipstick – (Brasil)
- Werevertumorro – (Ciudad de México, México)
- Greys - (Guadalajara, México)

Segunda etapa – Asia
- Sam Concepción y Elmo Magalona – (Filipinas)[15]

Tercera etapa – Oceanía
- Michael Paynter – (Australia)[16]

## Descripción
El espectáculo dura 80 minutos y tiene entre cinco y seis cambios de vestuarios. Cyrus se presentó junto a diez bailarines que prometían hacer un show completamente exclusivo y original. El escenario contaba con una pantalla central y plataformas laterales donde la cantante se movía durante las coreografías y para interactuar con el público. El concierto contaba además con un gran espectáculo de fuegos artificiales.
A partir del primer concierto en Brasil, se realizó una modificación al escenario pasando de tener dos pasarelas laterales, a tener solo una pasarela central.

### Sinopsis del concierto
El espectáculo comienza con sirenas y sonidos de helicópteros, luego sale con una chaqueta de cuero roja, sostén y ropa interior de cuero negro y botas del mismo color para interpretar «Liberty Walk». Luego se quita la chaqueta para comenzar a cantar «Party in the U.S.A.», el video musical de la canción se proyecta en una pantalla gigante atrás del escenario. Luego sigue con «Kicking and Screaming» en donde en las pantallas se proyecta el título de la canción. Después sigue con la canción «Robot» en donde se pasea por el escenario. Luego realiza un medley de unos covers de Joan Jett comenzando con «I Love Rock 'N Roll» en donde aparece junto a sus bailarinas con abanicos, luego sigue con «Cherry Bomb» mientras en la pantalla principal se muestra a Cyrus. Para terminar con el medley, Cyrus interpreta «Bad Reputation» y en la pantalla se muestra un corazón con espinas.
Luego se cambia de vestuario a una vestido largo negro con adornos en el cuello para interpretar «Every Rose Has Its Thorn». Al principio se muestran velas blancas encendidas y luego durante la actuación se muestran dibujos de rosas en la pantalla. Luego interpreta «Obsessed» y «Forgiveness and Love» mientras se pasea por el escenario.
Tras cambiarse de vestuario, en la pantalla se muestra una cámara de seguridad y luego comienza a interpretar «Fly on the Wall» con unos pantalones de cuero y camiseta del mismo material, ambas prendas del mismo color. Luego interpreta «7 Things» mientras se pasea por el escenario. Luego interpreta «Scars», «Smells Like Teen Spirit» (cover de Nirvana) y «Stay» (a partir del 21 de mayo de 2011). Se cambia de vestuario para pasar a un leotardo morado con negro, con plumas negras en los hombros, mangas largas negras y un bastón para interpretar «Can't Be Tamed».
Luego se cambia nuevamente de vestuario y pasa a un vestido tipo "manto" de color celeste con líneas negras y un sostén de color plateado y ropa interior negra para interpretar «Landslide», cover de Stevie Nicks. Luego empieza a sonar «Take Me Along» y los bailarines aparecen de un costado del escenario haciendo una coreografía mientras Cyrus se pasea por el escenario. Luego Cyrus interpreta «Two More Lonely People», solo durante las primeras cuatro fechas, y «The Driveway» en el resto de la gira. Después comienza a sonar «The Climb», en la cual se simula que es el final del show.
Cyrus reaparece en el escenario con un leotardo rojo con un corazón plateado en el pecho para interpretar «See You Again» con una coreografía. Luego interpreta «My Heart Beats For Love» mientras se pasea por el escenario y sus bailarines hacen una coreografía. Para finalizar el espectáculo, Cyrus interpreta el sencillo «Who Owns My Heart» haciendo una coreografía junto a sus bailarines, finalizando el concierto con luces de sirenas.
| Cambios en el show |
| --- |
| - A partir del concierto en Colombia, las mangas largas para «Can't Be Tamed» y las plumas negras fueron cambiadas por mangas cortas y plumas azules y el vestido corto tipo "manto" de color celeste, utilizado para el quinto acto fue cambiado por un vestido largo de color azul marino. - Desde el concierto en Filipinas, la vestimenta utilizada para el comienzo del show se cambió de una chaqueta roja a una chaqueta blanca. |

### Canciones

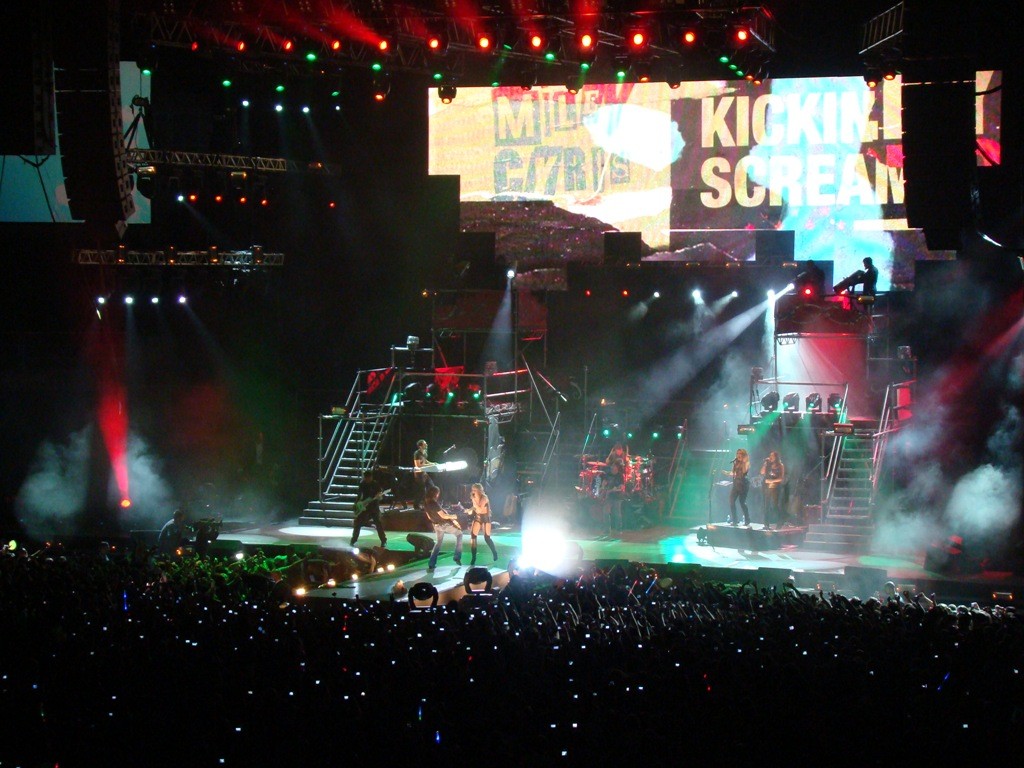
Cyrus interpretando «Kicking And Screaming» en Río de Janeiro.

El repertorio original de la gira estuvo conformado por veinte canciones, de las cuales diez fueron extraídas del álbum Can't Be Tamed (2010), incluyendo a sus respectivos sencillos: «Can't Be Tamed» y «Who Owns My Heart». El repertorio también incluyó varios sencillos de Miley Cyrus lanzados entre 2007 y 2009. Los sencillos, por orden cronológico de lanzamiento, son: «See You Again», «7 Things», «Fly on the Wall», «The Climb» y «Party in the U.S.A.». También incluyó canciones que no fueron lanzadas como sencillos, pertenecientes a su EP The Time of Our Lives (2009), las cuales son: «Kicking and Screaming» y «Obsessed». Asimismo, además incluyó los temas «Smells Like Teen Spirit» y «Landslide», versionando a Nirvana y Fleetwood Mac respectivamente, y también un medley de «I Love Rock 'N Roll», «Cherry Bomb» y «Bad Reputation», versionando a Joan Jett.
A partir del concierto en Asunción, Paraguay el 10 de mayo de 2011, Cyrus reemplazó «Two More Lonely People» por «The Driveway», perteneciente al álbum Breakout (2008). A partir del 21 de mayo de 2011 en San José, Costa Rica, Cyrus agregó al repertorio la canción «Stay», perteneciente al álbum Can't Be Tamed (2010). En último concierto de la gira, en Perth, Australia el 2 de julio de 2011, Cyrus interpretó una versión de «On Melancholy Hill» de Gorillaz en honor a una pareja conformada por sus bailarines que estaban pronto a contraer matrimonio.
Cabe destacar, que esta gira fue la primera de la cantante en la que se descartaron las canciones acreditadas a su personaje Hannah Montana, tales como «The Best of Both Worlds» y «Let's Get Crazy», interpretadas en las giras Best of Both Worlds Tour (2007-08) y Wonder World Tour (2009), respectivamente.

## Repertorio
- Acto 1:

1. «Liberty Walk»
2. «Party in the U.S.A.»
3. «Kicking and Screaming»
4. «Robot»
5. Medley: «I Love Rock 'N Roll» / «Cherry Bomb» / «Bad Reputation» (versionando a Joan Jett)

- Acto 2:

1. «Every Rose Has Its Thorn»
2. «Obsessed»
3. «Forgiveness and Love»

- Acto 3:

1. «Fly on the Wall»
2. «7 Things»
3. «Scars»
4. «Smells Like Teen Spirit» (cover de Nirvana)
5. «Stay» (a partir de 21 de mayo de 2011)

- Acto 4:

1. «Can't Be Tamed»

- Acto 5:

1. «Landslide» (versión de Fleetwood Mac)
2. «Take Me Along»
3. «Two More Lonely People» (interpretada por última vez el 6 de mayo de 2011)
4. «The Driveway» (a partir del 10 de mayo de 2011, en reemplazo de «Two More Lonely People»)
5. «The Climb»
6. «On Melancholy Hill» (versión de Gorillaz, solo interpretada en Perth)

Encore
1. «See You Again»
2. «My Heart Beats For Love»
3. «Who Owns My Heart»

*Fuentes: ANDINA y Living in Peru.

## Fechas de la gira
| América Latina      |                   |            |                                  |
| 29 de abril de 2011 | Quito             | Ecuador    | Estadio Olímpico Atahualpa       |
| 1 de mayo de 2011   | Lima              | Perú       | Explanada del Estadio Monumental |
| 4 de mayo de 2011   | Santiago de Chile | Chile      | Estadio Nacional de Chile        |
| 6 de mayo de 2011   | Buenos Aires      | Argentina  | Estadio Antonio Vespucio Liberti |
| 10 de mayo de 2011  | Asunción          | Paraguay   | Hipódromo de Asunción            |
| 13 de mayo de 2011  | Río de Janeiro    | Brasil     | Arena Multiuso de Río            |
| 14 de mayo de 2011  | São Paulo         | Brasil     | Centro de Convenciones Anhembi   |
| 17 de mayo de 2011  | Caracas           | Venezuela  | Universidad Simón Bolívar        |
| 19 de mayo de 2011  | Bogotá            | Colombia   | Coliseo Cubierto El Campín       |
| 21 de mayo de 2011  | San José          | Costa Rica | Estadio Nacional de Costa Rica   |
| 24 de mayo de 2011  | Panamá            | Panamá     | Centro de Convenciones Figali    |
| 26 de mayo de 2011  | Ciudad de México  | México     | Foro Sol                         |
| 28 de mayo de 2011  | Guadalajara       | México     | Estadio Omnilife                 |
| Asia                |                   |            |                                  |
| 17 de junio de 2011 | Pásay             | Filipinas  | SM Mall of Asia Concert Grounds  |
| Oceanía             |                   |            |                                  |
| 21 de junio de 2011 | Brisbane          | Australia  | Brisbane Enternaiment Centre     |
| 23 de junio de 2011 | Melbourne         | Australia  | Rod Laver Arena                  |
| 24 de junio de 2011 | Melbourne         | Australia  | Rod Laver Arena                  |
| 26 de junio de 2011 | Sídney            | Australia  | Arena Acer                       |
| 27 de junio de 2011 | Sídney            | Australia  | Arena Acer                       |
| 29 de junio de 2011 | Adelaida          | Australia  | Adelaide Enternaiment Centre     |
| 2 de julio de 2011  | Perth             | Australia  | Burswood Dome                    |

### Conciertos cancelados o reprogramados
| Fecha              | Ciudad, País     | Lugar                              | Motivo                                                                          |
| ------------------ | ---------------- | ---------------------------------- | ------------------------------------------------------------------------------- |
| 19 de mayo de 2011 | Bogotá, Colombia | Parque Metropolitano Simón Bolívar | Reprogramado al Coliseo Cubierto El Campín por las intensas lluvias en la zona. |

### Recaudaciones
| Lugar                                       | Ciudad         | Entradas Vendidas / Disponibles | Recaudación (en dólares) |
| ------------------------------------------- | -------------- | ------------------------------- | ------------------------ |
| HSBC Arena                                  | Río de Janeiro | 14 145 / 14 145                 | $1.595.236               |
| Arena Anhembi                               | São Paulo      | 22 285 / 29 320                 | $3.575.180               |
| Estadio de Fútbol Universidad Simón Bolívar | Caracas        | 5 087 / 6 200                   | $1.828.950               |
| Brisbane Entertainment Centre               | Brisbane       | 11 293 / 11 293                 | $1.016.120               |
| Rod Laver Arena                             | Melbourne      | 25 109 / 25 109                 | $2.186.990               |
| Acer Arena                                  | Sídney         | 26 839 / 26 839                 | $2.485.360               |
| Adelaide Entertainment Centre               | Adelaida       | 8 374 / 8 374                   | $765.677                 |
| Burswood Dome                               | Perth          | 15 601 / 15 601                 | $1.359.070               |
| Total                                       | Total          | 92 393 / 93 416                 | $9.642.167               |

## Posiciones en clasificaciones de giras
| Estados Unidos | Billboard Hot Tours              | 2  | [ 30 ] |
| Estados Unidos | Pollstar's top 50 Worldwide Tour | 22 | [ 31 ] |
| Estados Unidos | Las mejores giras del año        | 11 | [ 32 ] |

## Premios y nominaciones
| Año  | Ceremonia de premiación | Premio            | Resultado |
| ---- | ----------------------- | ----------------- | --------- |
| 2011 | Premios Capricho        | Mejor Espectáculo | Nominado  |